# Manuscrito de cobre
O manuscrito de Cobre é um dos manuscritos do Mar Morto encontrado na Khirbet Qumran, e que difere dos outros. Em sua época foi escrito em couro ou papiro, foi escrito em metal: cobre misturado com 1% de estanho, diferente dos outros, este não e um trabalho literário, mas contém as listagens das localizações com vários itens de ouro e prata que estão enterrados e escondidos. Está atualmente no Museu de Arqueologia em Amman, Jordan. Os tesouros descritos valem bilhões de dólares.

## Origem e história
O manuscrito foi encontrado em 1952, na caverna 3 na Qumran, no último de 15 e assim refir a 3Q15 dois rolos são descobertos eles tiram fora da caverna. O metal começa a ser corroído.
O manuscrito foi cortado em diversas partes para ser melhor estudado, uma vez que o cobre dificulta o manuseio dos manuscritos.
Muitos especialistas no assuntos já estudaram os referidos manuscritos e algumas escavações já foram realizadas nos suposto lugares descritos neles, no entanto, nenhum sinal ou evidência do tesouro ali citado fora encontrado.
Fato é, que independente da existência do tesouro, todos os especialistas confirmam que o pergaminho tem evidências que o coloca como escrito antes da era cristã.
Há duas hipóteses da origem do tesouro ali descrito. A primeira refere-se ao tesouro do primeiro templo de salomão, quando de sua destruição pelas tropas de Nabucodonosor. E a segunda refere-se ao tesouro do segundo templo, quando de sua destruição pelos romanos.